# Peruviaanse huemul
De Peruviaanse huemul (Hippocamelus antisensis)  is een zoogdier uit de familie van de hertachtigen (Cervidae). De wetenschappelijke naam van de soort werd voor het eerst geldig gepubliceerd door Alcide d'Orbigny in 1834.